# Nina Ananiashvili
Nina Ananiashvili (ნინო ანანიაშვილი; Tbilisi, 19 marzo 1963) è una ballerina e direttrice artistica georgiana del Balletto di Stato della Georgia.
Nina è stata descritta dal Daily Telegraph come una delle dodici più grandi ballerine di tutti i tempi e nel 2002 è stata nominata Miglior Ballerina dell'Anno da parte di Dance Magazine USA. Nina Ananiashvili è stata un appuntamento fisso di primo piano sulla scena del balletto sovietico, russo e georgiano per decenni. Poco prima della caduta della cortina di ferro, nel 1987, il critico d'arte del New York Magazine elogiò Nina Ananiashvili come "la cosa migliore del balletto Giselle del Bolshoi sia nel ruolo da protagonista che come la regina delle Villi." Nel 2014 è stato girato un film sulla sua esibizione del 1991 in Giselle con il Balletto Bol'šoj.

## Biografia

### Primi anni e istruzione
Nina Gedevanovna Ananiashvili è nata a Tbilisi, Georgia SSR. Il padre, Gedevan, e i due fratelli più grandi, George e Levan, erano tutti geologi; la madre, Lia Gogolashvili, una filologa. Era una bambina malaticcia e, all'età di 4 anni, i suoi genitori la iniziarono al pattinaggio sul ghiaccio in uno sforzo per migliorare la sua salute. A 10 anni divenne campionessa in Georgia nella sua fascia di età.
Un insegnante di danza vide come si muoveva sul ghiaccio, in particolare rimase colpito dal suo equilibrio e da come usava le braccia, e ottenne che lei eseguisse La morte del cigno sui pattini. Poi portò Nina in un teatro e le mostrò il costume piumato che avrebbe potuto indossare se si fosse esibita sul palco, proprio come Majja Pliseckaja, la prima ballerina del Bol'šoj.
Nel 1969 Nina Ananiashvili entrò nel Georgia State Choreographic Institute. Tamara Vychodceva fu la sua prima insegnante lì. Anche il grande Vakhtang Chabukiani prese un poco Nina sotto la sua ala. I suoi progressi erano così impressionanti che attirò l'attenzione di docenti del Moscow Choreographic Institute, che convinsero i suoi genitori di permettere a Nina di continuare i suoi studi. Nel 1976 entrò nel Moscow Choreographic Institute, dove la sua insegnante principale era Natalia Zolotova. Nel 1980, fece il suo debutto sul palcoscenico in una produzione scolastica di Coppelia. Si laureò ed entrò al Teatro Bol'šoj nel 1981.

### Carriera nel balletto
Al Teatro Bolshoi, Nina fu educata da due dei più grandi maestri dell'Unione Sovietica, Raisa Stručkova e Marina Semënova. Nel 1982, anche se ancora un membro del Corpo, ballò nel suo primo ruolo principale con la compagnia, come Odette/Odile nel Lago dei cigni, durante un tour della Germania. Quell'anno, fece la sua prima apparizione con una compagnia di balletto straniera, il Balletto di Alberta del Canada. Nel 1983 fu promossa al rango di solista e si esibì nella sua nativa Tbilisi per la prima volta come professionista. Col tempo riuscì a diventare prima ballerina. Lei, insieme con Andris Liepa, è stata la prima ballerina sovietica ad apparire come artista ospite con il New York City Ballet nel 1988 (qui aveva ballato in "Variazioni Raymonda", "Apollo" e "Sinfonia in Do"). Negli anni successivi, Nina Ananiashvili è diventata una superstar del balletto internazionale. Ananiashvili ha avuto anche l'onore di essere la prima ballerina sovietica ad esibirsi con il Balletto Reale Danese e questo fu considerato un successo molto speciale, aver ballato in parti così importanti come La Sylphide e Napoli, dal maestro danese August Bournonville, che è considerato da molti un tesoro nazionale.

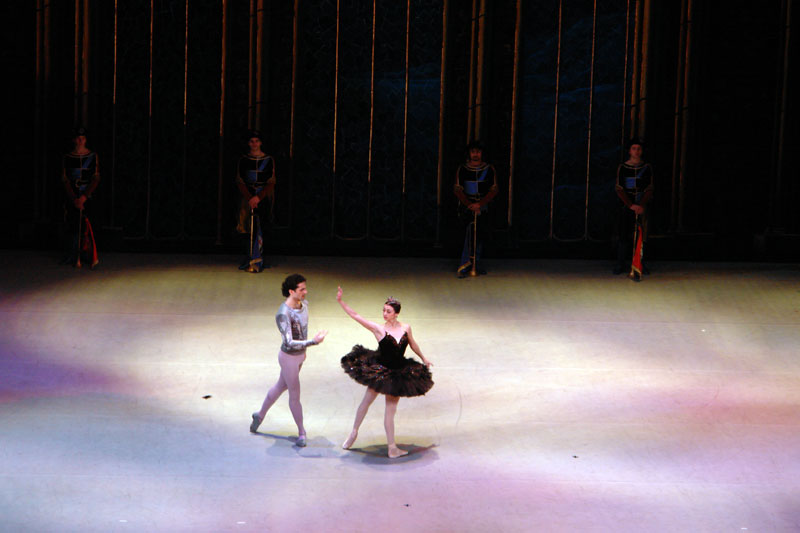
Nina Ananiashvili come Odile nel Lago dei Cigni

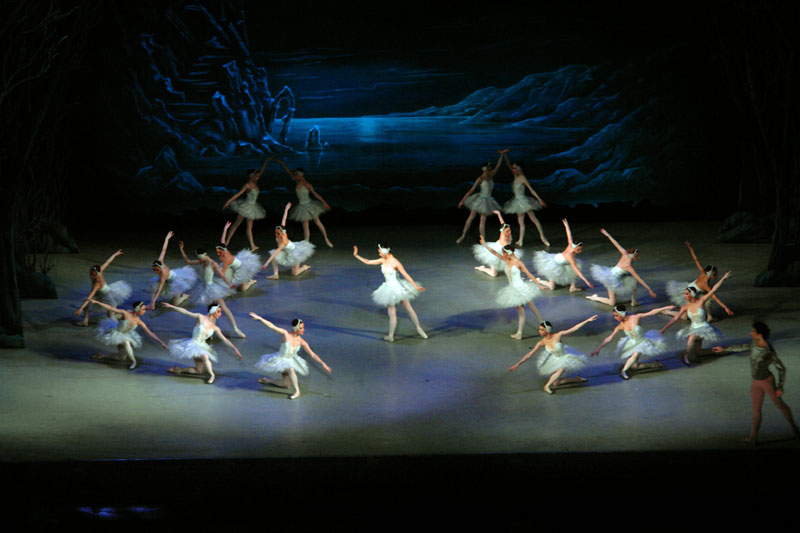
Nina Ananiashvili come Odette ne Il lago dei cigni

Durante la sua carriera si è esibita in numerosi teatri di balletto in diversi paesi (nella maggior parte dei luoghi si è esibita come artista ospite): Bulgaria, Danimarca, Argentina, Finlandia, Georgia, Germania, Ungheria, Italia, Giappone, Monaco, Norvegia, Portogallo, Russia, Serbia, Svezia, Regno Unito e Stati Uniti d'America. Nel 1986, dopo un lungo intervallo causato da una tensione nelle relazioni internazionali, ai ballerini del Bol'šoj fu permesso di nuovo di andare in tour in Occidente. L'esecuzione di Londra della Raymonda della Ananiashvili fu accolta con gioia sia dal pubblico che dalla critica. Quell'anno fu un punto di svolta nella sua carriera. Dal 1986 le fu permesso di accogliere spettacoli ospiti al di fuori dell'Unione Sovietica, per merito delle politiche di Michail Gorbačëv (vedi Perestrojka e Glasnost').

Si è esibita anche in diversi concorsi: nel 1980 vinse la medaglia d'oro nel gruppo juniores del 10º Concorso Internazionale di Danza a Varna, Bulgaria; nel 1981 lei e Andris Liepa hanno vinto il Grand Prix nel gruppo juniores del 4º Concorso Internazionale di Balletto di Mosca (Andris Liepa in quell'occasione ha ricevuto la medaglia d'oro). Nel 1985 ha vinto la medaglia d'oro nel gruppo senior presso il 5º Concorso Internazionale di Balletto di Mosca; nel 1986 a lei e ad Andris Liepa furono assegnati il Grand Prix al 3º Concorso Internazionale di Balletto USA a Jackson, Mississippi, Stati Uniti.
Divenne prima ballerina per l'American Ballet Theatre nel 1993, e nel 1999 entrò a far parte dello Houston Ballet con lo stesso rango. Fece il suo debutto con il Boston Ballet nella produzione russo-americana del Il Lago dei cigni. Lo stile perfetto e un raro talento drammatico hanno fatto di Nina Ananiashvili una delle ballerine più famose dei nostri tempi. Promettendo il sostegno del governo, il presidente georgiano Mikheil Saak'ashvili, appena nominato, chiese all'Ananiashvili di ricostruire la Compagnia, nel tentativo di rafforzare l'orgoglio nazionale. Lei accettò e lasciò la Russia (e alla fine il Bol'šoj Ballet), per tornare a Tbilisi.
Dal settembre 2004 è stata direttrice artistica dell'Ensemble Balletto Nazionale della Georgia. Cercando l'aiuto di molti ex colleghi e incrementando ampiamente il repertorio della compagnia, Ananiashvili ha fortemente rivitalizzato il Balletto di Stato. Dal 2006, ha agito come Ambasciatore nazionale di buona volontà delle Nazioni Unite per gli Obiettivi di Sviluppo del Millennio.

### Vita personale
Nina Ananiashvili si è sposata nel 1988 con Grigol Vashadze, un diplomatico georgiano. Hanno una figlia, Elene, e un figlio, Nodar.
Il 23 novembre 2006 è diventata madrina di Nikoloz Saak'ashvili, figlio minore del presidente georgiano Mikheil Saak'ashvili, insieme al presidente ucraino Viktor Juščenko scelto come padrino del bambino.

## Premi
- Prima ballerina assoluta (1988)
- Artista del Popolo della Georgia (1989)
- Russo indipendente Premio Nazionale "Triumph" (la prima volta che un ballerino è stato onorato), 1991.
- Shota Rustaveli Premio Nazionale, Georgia, 1993.
- Artista del Popolo della Russia (17 marzo 1995) - per le grandi conquiste dell'arte

- 2000: "La donna dell'anno" (International Biographical Institute) * Ordine al Merito per la Patria, 4 ° classe (22 marzo 2001) - per lo straordinario contributo allo sviluppo della musica nazionale e il teatro "Dance Magazine" Award 2002.

- "Balletto" Magazine Award Soul of the Dance (categoria regina del ballo),

- 2003. * Ordine di Onore (Georgia) (22 gennaio 2003)
- 2003: "Medal of Honor" (ordine più alto della Georgia).

- Ordine del Presidente della Luce (Georgia, il 26 maggio 2010)